# Уссури (речной пароход)
«Уссури» — речной колесный пароход построенный в 1863 году для Сибирской флотилии, в 1871 году перешедший к Товариществу Амурского пароходства. Первое паровое судно, совершившее плавания по реке Сунгари в 1864 и 1866 годах.

## Строительство
Построен в Гамбурге компанией «Бейт и К°» вместе с однотипным пароходом «Сунгача». Доставлен морем в Николаевск-на-Амуре в разобранном состоянии, собран на Николаевском адмиралтействе. Спущен на воду 15 (28) мая 1863 года («Сунгача» — на четыре дня раньше). Пароходы предназначались для плаваний по порожистым рекам Уссури и Сунгача, а также по мелководному озеру Ханка. Базировались в низовьях Уссури, в станицах Невельской и Казакевича. Регулярные рейсы «Сунгачи» и «Уссури» начались с 1865 года.

## Служба

### Экспедиция 1864 года
Желая организовать снабжение Приамурья и Приморья продуктами сельского хозяйства Маньчжурии, а также изыскать возможность более удобного проезда русских дипломатов из Иркутска в Пекин, генерал-губернатор Восточной Сибири М. С. Корсаков летом 1864 года поручил послать в Гирин пароход с баржей. Перед экспедицией, возглавляемой командиром Амурской конной казачьей бригады полковником Г. Ф. Черняевым, были поставлены следующие задачи:
- Полковник Г. Ф. Черняев должен был передать цзянцзюню (военному губернатору) Гирина дружественное послание М. С. Корсакова и «условиться…относительно действий китайских чиновников между туземными жителями на Амуре и Уссури, принявшими наше подданством и не принявшими его, но живущими на нашей стороне».
- Консул России в Урге Я. П. Шишмарев должен был добиться разрешения гиринских властей на проезд русских дипломатов через Маньчжурию в Пекин. Согласно статье 2 Тяньцзиньского договора 1858 года проезд разрешался либо из Кяхты через Ургу, либо морем через порт Дагу. Путь через Монголию проходил по труднодоступным ненаселенным местам, что делало поездки дипломатов долгими и неудобными.
- Экипаж судна вместе с приданными специалистами должен был «ознакомиться со свойствами реки, составить глазомерную карту её и, по возможности, определить численность народонаселения и главную его промышленность»[3].

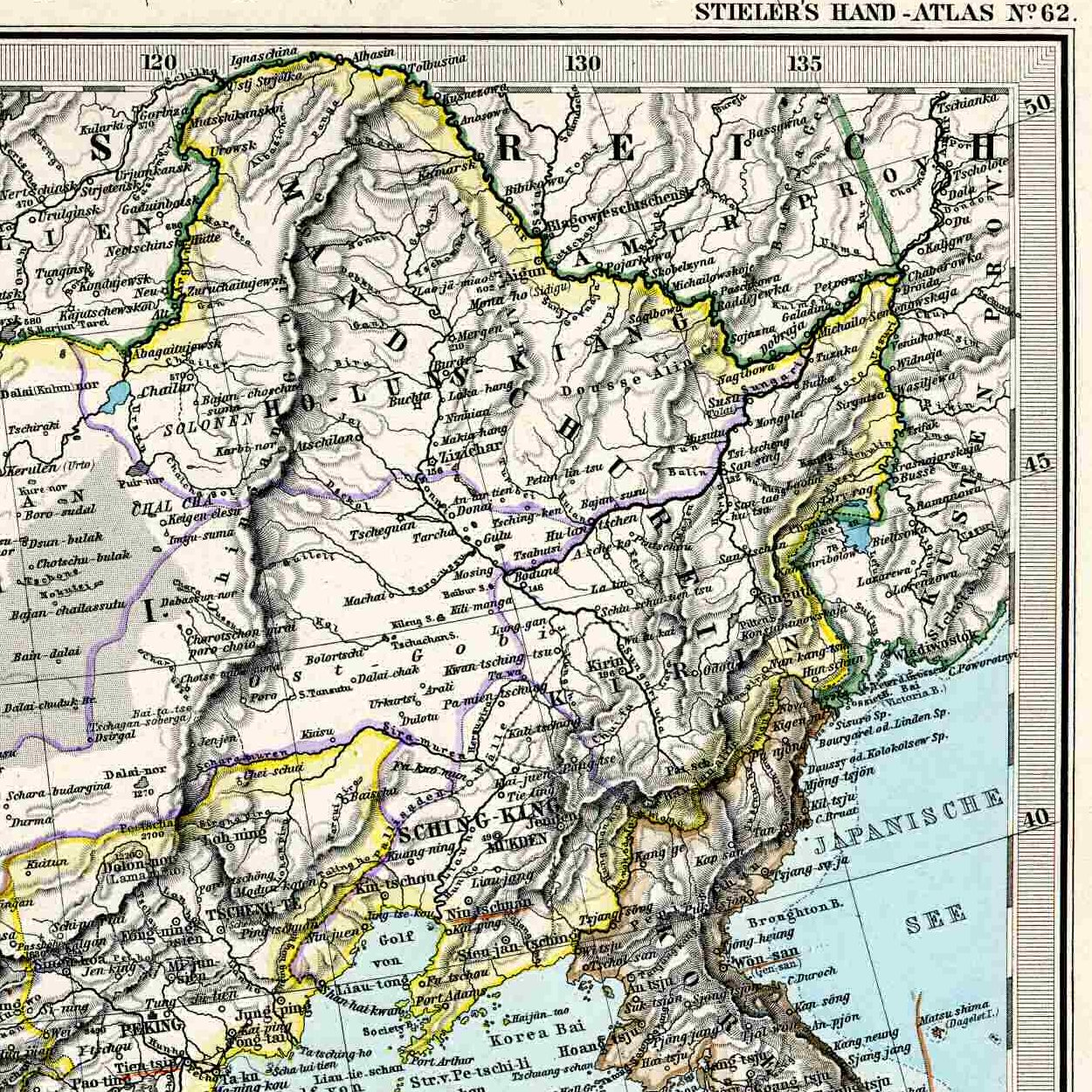
Карта Маньчжурии по состоянию на 1891 год, показывающая Саньсин (San-Sing) и Бодунэ (Bodune)

В состав экспедиции входили топограф А. Н. Конради, астроном А. Ф. Усольцев, адъютант М. С. Корсакова князь П. А. Кропоткин, командир судна лейтенант А. Любицкий, инженер-механик подпоручик В. Щетинин, а также 20 нижних чинов. Большинство участников плавания имело опыт рекогносцировок и общения с китайцами. Так, Я. П. Шишмарев и А. Ф. Усольцев участвовали в разграничении России и Китая в Южно-Уссурийском крае в 1860 году, а П. А. Кропоткин ранее, в том же 1864 году, пересек Маньчжурию с запада на восток, следуя из Староцурухайтуя в Благовещенск.
Плавание проходило в осенние месяцы, когда уровень воды в реках Маньчжурии понижается. По этой причине, а также в силу того, что судно приняло большое число пассажиров и имело увеличенную осадку, плавание до Гирина проходило медленно. По пути экспедиция посетила Саньсин, тогда как Бодунэ, лежащий близ впадения в Сунгари реки Нонни, посетить не удалось из-за враждебности местных властей. В Гирине власти отказались вести переговоры, после чего продолжающаяся убыль воды вынудила пароход вернуться на Амур. В итоге из трёх задач экспедиция выполнила только последнюю.
Впоследствии П. А. Кропоткин по политическим соображениям обвинял правительство России в забвении результатов плавания:

Про эту экспедицию потом забыли. Астроном Усольцев и я, мы напечатали отчеты о поездке в «Записках» Восточно-Сибирского отдела Географического общества; но через несколько лет, во время страшного пожара в Иркутске, погибли все оставшиеся экземпляры «Записок», а также карта Сунгари. И только в последнее время, когда начались работы по Маньчжурской железной дороге, русские географы откопали наши отчеты и нашли, что Сунгари была исследована ещё тридцать лет тому назад.

В действительности краткий отчет о плавании «Уссури» был обнародован в журнале «Морской сборник» в мае 1866 года под заголовком «Плавание по реке Сунгари в Маньчжурию до города Гирина. Извлечение из дневников князя Кропотова и штабс-капитана Усольцева, веденных на борту парохода 24 июля — 21 августа 1864 года».

### Экспедиция 1866 года
Задумана военным губернатором Амурской области генерал-майором Н. В. Буссе со следующими целями:
1. Закупить партию маньчжурского хлеба для войск Приамурья. В принципе, право на это русским предоставлялось ст.2 Айгунского договора от 1858 года, однако в Правилах для сухопутной торговли между Россией и Китаем от 1862 года соответствующие регламентации прописаны не были. В случае препятствий со стороны китайских властей экспедиции было предписано прибегнуть к тайной торговле.
2. Расположить население внутренних районов Маньчжурии к России.
3. Заявить право русских судов на свободное плавание по всему течению р. Сунгари[9]. Такое право декларировалось ст.1 Айгунского договора.

Начальником экспедиции был назначен отставной полковник Хилковский, имевший 14500 серебряных руб.для закупки товаров и 600 руб.для «подарков» китайским чиновникам. В его распоряжении находился переводчик маньчжурского языка Гомбоев. На пароходе находились представитель торгового дома Щегориных с товарами на сумму 4 тыс.рублей и представитель купца Плюснина с капиталом в 500 руб. В состав экспедиции входили также командир судна А.Любицкий, инженер-механик В.Щетинин, 17 нижних чинов Амурского флотского экипажа, 3 ниж.чина Николаевского портового экипажа, 10 рядовых 2-го Вост.-Сибирского линейного батальона при 1 унтер-офицере и 1 фельдшер.
Пароход вошёл в реку Сунгари 10 (23) июля 1866 года, имея на буксире баржу. Вода в Сунгари стояла на 0,6 м выше отметки осени 1864 года, однако плавание осложнялось поисками фарватера, ветрами и пасмурной погодой. Пароход часто садился на мель и получил несколько повреждений корпуса, исправленных силами команды. 16-18 июля пароход стоял в Саньсине, где Хилковский встречался с местным амбанем (правителем). Получив запрет на покупку зерна, экспедиция отправилась вверх по Сунгари, однако столкнулась с сильной убылью воды, прекратившейся спустя сутки. За это время «Уссури» успел получить пробоину на перекате и вернулся в Саньсин для ремонта. Плавание удалось продолжить 23 июля — дважды встав на мель, пароход смог выйти на глубокую воду. 27-31 июля пароход находился в реке Хуланьхэ и стоял в 6 км от города Хулань, куда члены экспедиции ездили в наемных экипажах. Местные чиновники также запретили Хилковскому покупать хлеб. 31 июля на «Уссури» приезжал амбань города Ашихэ, прямо запретивший экспедиции посещать его владения.
7 (20) августа пароход прибыл в Бодунэ, имея всего 20 куб. саженей дров. Местные власти вновь запретили членам экспедиции появляться в городе и вести торговлю. Пароход вынужден был повернуть обратно, и 19 августа (1 сентября) 1866 года он прибыл в Хабаровку. Путём прямого контакта с местным маньчжурским населением удалось приобрести всего 500 пудов (8 т) зерна.
В записке на имя командира Сибирской флотилии А.Любицкий объяснял неудачу ошибками главы экспедиции: Хилковский напрасно настаивал перед китайскими чиновниками на закупке хлеба. По мнению Любицкого, хорошо знавшего дальневосточные условия, следовало получить разрешение на любую торговлю (или просто на «ознакомление с рынком»), после чего спокойно выполнить поручение. В этом случае местные власти наверняка предпочли бы закрыть глаза на действия иностранцев, не уронив собственного престижа. Хотя подобный образ действий был рекомендован Хилковскому и капитаном, и купеческими приказчиками, начальник высокомерно отверг советы.
Достоверно известно, что следующее плавание парового судна по Сунгари состоялось в июне-июле 1869 года: это была торговая экспедиция чиновника интендантства Восточно-Сибирского округа Ржевина и купца И. Н. Очередина из Благовещенска на пароходе Амурского телеграфного управления «Телеграф». Экспедиция имела в своём распоряжении 10 тыс.рублей, дошла до Бодунэ, но успеха также не добился.

### Дальнейшая служба
В навигацию 1867 года пароход возобновил плавания по рекам Уссури и Сунгача. В мае 1868 год, в числе 6 казенных речных пароходов, предоставлен в распоряжение командующего войсками Южно-Уссурийского края полковника М. П. Тихменева. Принимал участие в перевозке войск, участвующих в подавлении антирусского выступления манз («Манзовская война»).
В 1871 году «Уссури», в числе 10 речных пароходов Морского ведомства, был приобретен Товариществом Амурского пароходства. На этом служба парохода в составе Сибирской флотилии закончилась.